# 弱角友崎同學
《弱角友崎同學》是屋久悠樹著作、Fly插畫的日本輕小說作品，2015年第十屆小學館輕小說大賞的優秀賞得獎作品（當時以為標題）2016年於GAGAGA文庫（小学館）出版發行，台灣繁體中文版在2017年由尖端出版代理。
2016年獲得《這本輕小說真厲害！2017》年度文庫排名第8名，新作第3名，2017年獲得第7名，2018年和2019年皆獲得第3名，2020年獲得第7名。
2017年11月宣布製作漫畫版，刊載於SQUARE ENIX的《月刊GANGAN JOKER》，作畫為千田衛人，2018年10月第一部完結，2019年8月開始連載第二部。
2019年10月宣布動畫化，2021年1月正式播出，2023年2月9日宣布第二期《弱角友崎同學2nd STAGE》決定製作，1月至3月正式播出。

## 故事簡介
就讀高中二年級的友崎文也，認為有些人不管怎麼努力，都會因為長相、體格等因素導致失敗，而某些人能因為先天優勢而獲得成功，於是得出「人生是款糞作遊戲」的結論，並自認為自己是人生的「弱角」。
但在某一天的因緣際會下，被友崎認為是人生強角的完美女生日南葵，因為看不慣友崎的人生觀，決定要教會友崎人生的「遊戲」規則，就這樣，由弱角實行挑戰的人生攻略論開始了。

## 登場角色
聲優無標註者皆為動畫版。
友崎文也（聲：松岡禎丞（电视CM）／佐藤元）
就讀關友高中二年級，另一個身分是線上連機對戰遊戲《AttaFami》全日本第一的玩家「nanashi」。每天從北與野站通勤至學校；後來偶爾會與七海深奈實一起搭車回家。
有著「人生是款糞作遊戲」的消極人生觀，認為每個人能力在一開始便決定了優劣，先天能力優秀的「強角」自然能成功，而自己這樣在校成績與體能都很平凡的「弱角」即便付出努力也還是弱勢的一方，如同沒有平衡性與規則可依循的爛遊戲。於是他將注意力投注在他所認為的神作《AttaFami》上，因為在其中投注的努力能確實地化成果體現出來，所以認為比人生上的得失更有價值。
某天在與AttaFami全日本第二名玩家「NO NAME」的網聚中發現對方的身分為校園女王日南葵，並遭到對方的唾棄。爭執後被對方點出自己只是對於人生放棄努力，如同不花時間研究便只會怪罪遊戲的玩家，這樣的形容讓友崎產生共鳴，想要開始認真挑戰人生的他之後便在日南的指導下開始「攻略」人生。
在日南的指導下日益進步，過程中也逐漸對自己的改變燃起自信，並與班上的幾個同學慢慢混熟。但在自我成長的過程中也有著自己的主見，不想因為日南的方針而做出違背自己本心的行為。在漸漸發覺日南的陰暗面時，希望她能卸下自己的面具，以自己的心情享受人生，也因而定下了「想了解日南」的目標。
與執著於名次的日南不同，友崎並不在乎第一名的位置。對他來說，比起戰勝對手，超越自己才是他的目標。只要付出的努力能獲得相應的成長，即便沒能得到第一也能接受。
雖然獲得了成長，但友崎內心深處依然存在著自卑感。面對他人的好感會選擇以自我否定來逃避，因為他認為身為「弱角」的自己不會被他人喜歡，所以更不可能有選擇他人的權利。但在水澤的提點下，認清了自己被深奈實所喜歡著的事實，並認真考慮自己對深奈實與對菊池的想法。於第七卷末文化祭結束後選擇了菊池，向菊池告白並與其交往。
日南葵（聲：戶松遙（电视CM）／金元壽子）
就讀關友高中二年級，友崎的同班同學，田徑社社員。另一個身分是線上連機對戰遊戲《AttaFami》中排名全日本第二的玩家「NO NAME」。
成績優異、運動萬能，再加上外表亮麗在學校被視為完美的代名詞，友崎也認為她是人生的「強角」。
有著對勝利十分執著的一面，很尊敬唯一贏過自己，在遊戲《AttaFami》中排名位處全日本第一的玩家「nanashi」，在得知其真實身分為友崎後非常失望，並在聽過友崎抱怨後決定指導他攻略人生。
完美主義者，對第一的執著強烈到令人費解的程度，甚至只要屈於第二就會極度不甘心，為此能付出超越常人的努力。其本身的完美似乎不是與生俱來，而是靠着後天的努力所塑造，因此非常不認同能在《AttaFami》上付出心力並超越自己的友崎，以能力不足為藉口來逃避人生，認為就算是人生也可以經由努力得到成果。
與友崎有著觀念上的差異，只相信正確的事物，而且是有他人為依據，能驗證的正確。其所有言行皆是以她認為正確的理由為依據來執行，平時的為人處事也是貫徹著她所建立的完美女高中生形象，極少透露出內心的真實想法，如同戴著面具般面對他人。教導友崎時所展現的強勢與毒舌，也只是她本性的一部份而已。對第一的追求也是基於那是大眾能認同的正確象徵，被菊池猜測是因為她自己無法相信任何事，所以才依靠一個他人皆能認同的事來證明自己。
似乎有著不為人知的過去。根據她過去同校同學的敘述，日南在小學時還是一般的女孩子，但在剛升上中學之後就開始為了成為第一而準備，並在二年級時就達到極為亮眼的表現。另外，小學的同學記得她有兩位妹妹，中學同學卻只知道她有一位妹妹。本人似乎不希望別人觸碰她的過去，對為了戲劇而調查得知些微資訊的菊池表現出明顯的敵意。
起司和《AttaFami》是她發自內心最喜歡的兩件事物。
七海深奈實（聲：長谷川育美）
關友高中二年級，友崎的同班同學，留著馬尾的美少女，班上的現充之一。身高162cm。與日南同屬田徑社，是實力僅次於她的主力成員。跟友崎一樣從北與野站通勤至學校；是同學中住所離友崎家最近的。
是群體中的開心果，跟誰都容易相處，所以在男女群體中都很受歡迎。即便是不擅言詞的友崎，兩人也能順暢交流。
與夏林花火有著非常親密的友情，經常對她性騷擾。對於經常藉由妥協來穩固人際關係的七海來說，花火能維持本心的生活方式非常值得敬佩，也清楚花火背負的煩惱遠比自己還多，認為能支撐著花火的自己也找到了妥協的意義，兩人可說是是相互扶持的關係。
外表雖然看不出來，但實際上是個在校成績與體能測驗都名列前茅的全能學生，然而因為作為第一的日南太過耀眼，令她的成就不為人所知。認為自己既不像友崎那樣有專心投入的專長，也不像花火那樣堅強，只有「第一名」的名譽才能讓自己建立自信，因此心底裏很想挑戰日南「第一名」的地位。在小說第二卷中，作為對手與日南競逐學生會長一職，並任命友崎為「軍師」，支援日常選舉工程，以及在台上發表助選演講。在田徑社與日南競爭中認清自己甚至拚不過日南的努力而做出退社的決定，最後由友崎以及夏林成功將她拉了回來。
從學生會長選舉事件起開始對友崎產生信賴，後來慢慢喜歡上他，並在第六卷結尾作出曖昧的告白。
從《這本輕小說真厲害！2018》開始，連續3屆獲得年度女性角色前十名的排名。
菊池風香（聲：茅野愛衣）
關友高中二年級，友崎的同班同學。被日南預定為友崎的女朋友人選。
喜歡看書。換班的空檔時間都會留在圖書館看書，尤其喜愛一位叫「麥可·安迪」的作家的作品，也是最初和友崎搭話的契機。
外表可愛有著一頭銀髮，但因個性內向不擅長交際與友崎相似，所以在班上並不起眼。為人親和友善，友崎形容她猶如擁有治癒能力的大天使，擁有超乎常人的包容力和溫柔。
有著敏銳的觀察力，憑藉著觀察班上同學的言行，即便沒有直接交流也對他們的性格有一定程度的理解。對於與自己一樣不擅社交的友崎有親近安心的感覺。
寫出的小說在友崎的幫助下成為了班上學園祭的表演劇本，兩人感情也逐漸升溫。但在友崎決定告白之時，卻因為認為友崎與日南一起才是理想，為了自身對「理想世界」的追求而一度選擇放下內心感情。最終被友崎說服而決定遵照自身喜歡友崎的心意行動，兩人正式開始交往。
泉優鈴（聲：稗田寧寧）
關友高中二年級，友崎的同班同學，班上的現充之一。屬於紺野繪里香的團體。
與深奈實一樣是會配合周圍氣氛而壓抑自我的人，但不同與有花火支撐的深奈實，泉沒有找到隨波逐流的意義，為此深感苦惱。
座位位於友崎隔壁，雖然會與友崎正常互動，但也不會有更深的交集。直到為了接近正狂熱於《AttaFami》的修二而拜託友崎的遊戲指導，過程中友崎以自身經歷開導泉的煩惱，兩人的關係逐漸變成能互相信賴的可靠好友。
對同班的中村修二有好感，在她學習《AttaFami》的事傳開後幾乎所有同學都猜出她的動機與心意，唯獨修二沒有發覺，直到外宿露營後，與修二的關係才逐漸升溫，到了球季大賽結束後兩人正式交往。與友崎成為好友後也一直希望他和修二能和睦相處。
社的成員，認識友崎的妹妹，但覺得他們兄妹一點也不像。
夏林花火（聲：前川涼子）
關友高中二年級，友崎的同班同學，個子很矮像個娃娃般受人喜愛。身高149cm。
七海的好友，兩個人的關係情同姊妹，互相支持的對方。暱稱是小玉（たま），友崎稱呼她為小玉玉（たまちゃん）
個性直率倔強，任何想法都直言不諱，不會因為他人扭曲自己。雖是因正直的性格受到很受好友的喜愛，但與個性不合的人會很難相處，因為她不會配合周圍氣氛而做出讓步，與中村為首的男生現充團時有衝突，通常都是由作為朋友的深奈實與日南出面協調。自己也很清楚自身性格所帶來的困擾，所以心裡非常感謝深奈實與日南的幫忙。
於霸凌事件時，為同學出頭而與紺野對立，卻因為無視氣氛的抗爭行為反而使自己被其他同學孤立。知道在持續下去會對保護自己的深奈實造成負擔，於是請求友崎的幫助，請他教導自己改變的方法，因而成為了友崎的弟子。但日南認為沒有過錯的夏林是正確的，不希望她有所改變，選擇了與友崎不同的方式來改變班上氣氛。
一開始也從語氣以及說話表情開始訓練，在友崎的牽線下，水澤、竹井以及菊池也前來幫助夏林練習溝通技巧。其中試著製造破綻與可愛之處讓眾人較能接受夏林的話語，漸漸地扭轉班上氛圍，但紺野開始做出傷害她的玩偶的行動，此舉徹底惹怒了日南。最後在日南的操弄下引爆紺野的怒氣使之做出過激行為，讓班上同學的立場倒向反對紺野並對紺野群起攻之，但此時夏林卻喝斥全班如此的圍剿行為，並利用學到的技巧成功感染了大家，使全班敬佩著她正直的行動。對於能成長至此的夏林也讓友崎覺得十分耀眼且感動。最終此次事件也成功地讓班上接受了夏林。
水澤孝弘（聲：島崎信長）
關友高中二年級，友崎的同班同學，班上的現充之一，屬於中村集團。
能力與日南一樣非常完美，但不同於依靠努力鍛鍊才掌握技巧的日南，他是如同天賦異稟一樣輕鬆便學會的，也因此沒有生活的實感。覺得自己如同操作角色的玩家，無法帶入角色所經歷的感受，因此羨慕著能全心全意熱衷於一件事務的友崎與修二等人。對日南葵抱有好感，也看得出對方與自己一樣是在扮演角色的人。
感覺敏銳，很早就察覺到友崎正在嘗試改變的事情，對努力改變的友崎表示敬佩也願與其交好，本身的談話技巧也是友崎的學習對象。
未來的志向是成為美容師，對於髮型與穿著打扮都很有研究。
中村修二（聲：岡本信彥）
關友高中二年級，友崎的同班同學，泉的曖昧對象。
班上的男生領袖，現充群體的核心人物之一。作為班上的氣氛領導者，與不會配合氣氛的花火不合，兩方時有摩擦。
《AttaFami》的玩家，因為聽聞友崎的實力而要求對戰，結果慘敗給友崎。雖是因此留下芥蒂，但在友崎開始攻略人生後彼此的關係逐漸緩和而成為了好友。
跟泉是互相喜歡的關係，但因為還和前女友藕斷絲連，所以沒什麼進展。直到外宿露營後，與泉的關係才逐漸升溫，到了球季大賽結束後兩人便正式交往。
竹井（聲：水野駿太郎）
關友高中二年級，友崎的同班同學，屬於中村集團，故事裡只出現姓氏，是團體裡的搞笑擔當。
紺野繪里香（聲：金子彩花）
關友高中二年級，友崎的同班同學。位處班級金字塔的頂端，與日南並列為班上的兩大女生領袖，在所屬的團體中是如同女王般的存在。
自尊心強，厭惡被人輕視，為此花了許多功夫在打扮上。對於同伴會比較照顧，只要有好友受到委屈便會以牙還牙的報復。但同時也是個不喜歡努力的人，會盡力減少需要耗費力氣的機會，除非會涉及到顏面問題。
喜歡中村，曾經對他告白卻被拒絕。
成田鶇（聲：藤田茜）
友崎在打工的地方認識的女生，就讀別的高中，一年級。
自稱懶惰星人，工作的時候基本上都在偷懶，對任何事都毫無幹勁。跟友崎關係不錯，有時候會幫忙提出意見。

## 出版書籍

### 輕小說
| 卷數 | 小學館         | 小學館                                                            | 尖端出版       | 尖端出版               | 次元书馆     | 次元书馆               | 封面人物                            |
| 卷數 | 發售日期       | ISBN                                                              | 發售日期       | ISBN                   | 發售日期     | ISBN                   | 封面人物                            |
| ---- | -------------- | ----------------------------------------------------------------- | -------------- | ---------------------- | ------------ | ---------------------- | ----------------------------------- |
| 1    | 2016年5月18日  | ISBN 978-4-09-451610-4                                            | 2017年5月22日  | ISBN 978-957-10-7441-2 | 2022年4月1日 | ISBN 978-7-5680-7793-4 | 日南葵                              |
| 2    | 2016年9月16日  | ISBN 978-4-09-451631-9                                            | 2017年10月5日  | ISBN 978-957-10-7654-6 | 2022年4月1日 | ISBN 978-7-5680-7793-4 | 七海深奈實                          |
| 3    | 2017年1月18日  | ISBN 978-4-09-451655-5                                            | 2018年2月5日   | ISBN 978-957-10-7911-0 | 2023年预定   | ISBN 978-7-5680-9263-0 | 菊池風香                            |
| 4    | 2017年6月20日  | ISBN 978-4-09-451683-8                                            | 2018年8月21日  | ISBN 978-957-10-8215-8 | 2023年预定   | ISBN 978-7-5680-9263-0 | 泉優鈴                              |
| 5    | 2017年11月17日 | ISBN 978-4-09-451709-5                                            | 2019年2月27日  | ISBN 978-957-10-8463-3 |              |                        | 夏林花火                            |
| 6    | 2018年5月18日  | ISBN 978-4-09-451733-0                                            | 2019年8月6日   | ISBN 978-957-10-8624-8 |              |                        | 七海深奈實                          |
| 6.5  | 2018年10月18日 | ISBN 978-4-09-451757-6                                            | 2020年3月19日  | ISBN 978-957-10-8836-5 |              |                        | 日南葵                              |
| 7    | 2019年4月18日  | ISBN 978-4-09-451785-9（一般版） ISBN 978-4-09-451789-7（特裝版） | 2020年8月6日   | ISBN 978-957-10-9059-7 |              |                        | 成田鶇（一般版） 菊池風香（特裝版） |
| 8    | 2019年10月18日 | ISBN 978-4-09451815-3                                             | 2020年12月22日 | ISBN 978-957-10-9284-3 |              |                        | 日南葵                              |
| 8.5  | 2020年4月17日  | ISBN 978-4-09451840-5 ISBN 978-4-09451850-4（特裝版）             | 2021年8月18日  | ISBN 978-626-308-883-2 |              |                        | 蕾娜                                |
| 9    | 2021年1月19日  | ISBN 978-4-09-451757-6                                            | 2022年2月14日  | ISBN 978-626-316-416-1 |              |                        | 菊池風香                            |
| 10   | 2022年1月18日  | ISBN 978-4-09-453045-2                                            | 2022年11月17日 | ISBN 978-626-338-635-8 |              |                        | 夏林花火                            |
| 11   | 2024年1月18日  | ISBN 978-4-09-453114-5                                            | 2025年1月7日   | ISBN 978-626-403-400-5 |              |                        | 日南葵                              |

### 漫畫
弱角友崎同学
| 集數 | 史克威爾艾尼克斯 | 史克威爾艾尼克斯       | 尖端出版      | 尖端出版               |
| 集數 | 發售日期         | ISBN                   | 發售日期      | ISBN                   |
| ---- | ---------------- | ---------------------- | ------------- | ---------------------- |
| 1    | 2018年5月18日    | ISBN 978-4-75-755713-0 | 2020年8月6日  | ISBN 978-957-10-9026-9 |
| 2    | 2018年10月18日   | ISBN 978-4-75-755871-7 | 2020年8月6日  | ISBN 978-957-10-9027-6 |
| 3    | 2020年4月17日    | ISBN 978-4-7575-6619-4 | 2021年8月18日 | ISBN 978-626-308-895-5 |
| 4    | 2020年12月18日   | ISBN 978-4-7575-7010-8 | 2022年1月13日 | ISBN 978-626-316-392-8 |
| 5    | 2021年2月22日    | ISBN 978-4-7575-7099-3 |               |                        |
| 6    | 2021年4月22日    | ISBN 978-4-7575-7209-6 |               |                        |

七海深奈实想要变得闪耀 弱角友崎同学外传
| 集數 | 小学馆         | 小学馆                 |
| 集數 | 發售日期       | ISBN                   |
| ---- | -------------- | ---------------------- |
| 1    | 2020年12月18日 | ISBN 978-4-09-157618-7 |
| 2    | 2021年9月17日  | ISBN 978-4-09-157640-8 |
| 3    | 2023年1月19日  | ISBN 978-4-09-157719-1 |

## 電視動畫

### 製作人員
- 原作：屋久悠樹
- 原作插畫：Fly
- 導演：柳伸亮
- 系列構成：志茂文彥
- 角色設計：矢野茜
- 音響監督：本山哲（日语：本山哲 (音響監督)）
- 音響製作：BitGroove Inc.（日语：ビットグルーヴ）
- 音樂：水谷廣實（日语：水谷広実）
- 音樂製作：波麗佳音、AP DREAM
- 動畫製作：project No.9

### 主題曲
第一季
片頭曲
作詞、作曲：田淵智也，編曲：田中秀和 ，主唱：DIALOGUE+
第1話、第12話作片尾曲使用。
片尾曲
（第2話、第4話－第7話、第10話）
作詞、作曲：田淵智也，編曲：廣川惠一，主唱：DIALOGUE+
（第3話）
作詞、作曲：田淵智也，編曲：廣川惠一，主唱：泉優鈴（稗田寧寧）
（第8話）
作詞、作曲：田淵智也，編曲：廣川惠一，主唱：七海深奈實（長谷川育美）
（第9話、OVA1）
作詞、作曲：田淵智也，編曲：廣川惠一，主唱：菊池風香（茅野愛衣）
（第11話）
作詞、作曲：田淵智也，編曲：廣川惠一，主唱：日南葵（金元壽子）
（OVA2）
作詞、作曲：田淵智也，編曲：廣川惠一，主唱：夏林花火（前川涼子）
第二季
片頭曲
作詞、作曲：田淵智也，編曲：伊藤翼，主唱：DIALOGUE+
第1話作片尾曲使用，第13話未使用。
片尾曲

作詞：，作曲、編曲：，主唱：DIALOGUE+
第1、5、13話未使用。
（第5話）
作詞：田淵智也，作曲、編曲：sumeshiii a.k.a.，主唱：DIALOGUE+

### 各話列表
| 話數  | 日文標題 | 中文標題                                         | 劇本     | 分鏡     | 演出         | 作畫監督                                                                               | 總作畫監督               | 首播日期      |
| 第1季 | 第1季    | 第1季                                            | 第1季    | 第1季    | 第1季        | 第1季                                                                                  | 第1季                    | 第1季         |
| ----- | -------- | ------------------------------------------------ | -------- | -------- | ------------ | -------------------------------------------------------------------------------------- | ------------------------ | ------------- |
| Lv.1  | [ d ]    | 說來說去有名的遊戲基本上都很好玩                 | 志茂文彥 | 柳伸亮   | 大河原晴男   | 、北山景子 藤澤俊幸、                                                                  | 矢野茜                   | 2021年 1月8日 |
| Lv.2  | [ d ]    | 在一場戰鬥中等級連續提升的時候真的有夠爽         | 志茂文彥 | 石倉敬一 | 川奈可奈     | 川口弘明、服部憲知 南伸一郎、北山景子 4Tune                                            | 清丸悟 佐藤麻里那 矢野茜 | 1月15日       |
| Lv.3  | [ d ]    | 第一位夥伴是女孩子的話就能暫時以約會的心情去冒險 | 杉澤悟   |          | 岡村正弘     | 、河原久美子 洪範錫、林可為 Lee Hyeon Suk                                              | 矢野茜                   | 1月22日       |
| Lv.4  | [ d ]    | 攻略迷宮之後回到村裡有時會遇到強大的頭目         | 志茂文彦 | 島津裕行 | 大河原晴男   | 清水勝祐、北山景子 Park Hye Ran Lee Seok Yun Kim Hyeon Jin Yeon Ji Hye Park Mi Hyeon   | 矢野茜                   | 1月29日       |
| Lv.5  | [ e ]    | 攻略困難的事件後成為夥伴的角色能力值基本上都很高 | 永井真吾 | 高本宣弘 | 神原敏昭     | STUDIO MASSKET 北山景子、奥野浩行 櫻井拓郎、河原久美子 清水勝祐、 水野隆宏             | 清丸悟 佐藤麻里那        | 2月5日        |
| Lv.6  |          | 要是開始深究遊戲中的小遊戲就真的會玩個不停       | 永井真吾 | 佐藤篤志 | 藤原和和     | 新海翔斗、 水野隆宏、奥野浩行 北山景子、洪範錫 4Tune                                   | 矢野茜                   | 2月12日       |
| Lv.7  |          | 師父角色變成頭目的時候可能會猛到讓人卡關         | 永井真吾 | 誌村宏明 | 山口勇       | 佐佐木勅嘉、奈良岡光 木下由美子、松本勝次 櫻井拓郎 NAMUAnimation Kim Yongbeom 日影工房 | 清丸悟 佐藤麻里那        | 2月19日       |
| Lv.8  |          | 也有只靠等級低的角色沒辦法解決的事件             | 永井真吾 | 石倉敬一 |              | 新海翔斗、 Park Hye Ran 洪範錫、清水勝祐 水野隆宏                                      | 矢野茜                   | 2月26日       |
| Lv.9  |          | 找齊同伴回到一開始的城鎮之後有時會發生新的事件   | 山田由香 |          | project No.9 | 、洪範錫 、櫻井拓郎 奥野浩行                                                           | 清丸悟 佐藤麻里那        | 3月5日        |
| Lv.10 |          | 多人遊玩就有多人遊玩才有的好處                   | 山田由香 | 島津裕行 | 加藤顯       | 新海翔斗、渡邊奏 櫻井拓郎、河原久美子 Jang Young-Sun                                   | 矢野茜                   | 3月12日       |
| Lv.11 |          | 有時候只是一個選項就會改變一切                   | 山田由香 | 高本宣弘 | 藤原和和     | HANJIN ANIMATION 水野隆宏                                                              | 佐藤麻里那               | 3月19日       |
| Lv.12 |          | 只有女主角才能裝備的道具會擁有特別的效果         | 志茂文彦 | 石倉敬一 |              | 新海翔斗、清水勝祐 水野隆宏、大木賢一 北山景子、劉雲留 胡峰成、RadPlus                 | 矢野茜 佐藤麻里那 紙葉禮 | 3月26日       |
| OVA1  |          | 片尾曲之後的女主角的穿著和平時不太一樣           | 屋久悠樹 | 石倉敬一 | 佐土原武之   | 櫻井拓郎、 奧野浩行、河原久美子 洪範錫、北山景子                                       | 清丸悟 佐藤麻里那        | -             |
| OVA2  |          | 奇怪的咒語名基本都有不為人知的由來               | 屋久悠樹 | 石倉敬一 | Number Nine  | 新海翔斗、小川繪里 清水勝祐、水野隆宏 、北山景子 Rad Plus                              | 清丸悟 佐藤麻里那        | -             |
| 第2季 |          |                                                  |          |          |              |                                                                                        |                          |               |
| Lv.1  |          | 蒐集情報不枯燥的遊戲必是名作                     | 志茂文彥 | 柳伸亮   | 新海翔斗     | 水野隆宏                                                                               | 矢野茜 小川繪里          | 2024年 1月3日 |
| Lv.2  |          | 迎接了圓滿結局 人生還是照過                      | 志茂文彥 | 石倉敬一 | 佐土原武之   | 松本謙一、洪範錫                                                                       | 矢野茜 松本謙一          | 1月10日       |
| Lv.3  |          | 有絕招相反的角色能使戰鬥安定                     | 志茂文彥 | 西森章   | 松本佳久     | 都竹隆治、河原久美子                                                                   | 矢野茜 小川繪里          | 1月17日       |
| Lv.4  |          | 村民一定也有屬於他們的生活                       | 志茂文彥 | 佐藤篤志 | 長濱典彥     | 水野隆宏、洪範錫                                                                       | 矢野茜 松本謙一          | 1月24日       |
| Lv.5  |          | 持續鍛鍊初期裝備 通常會成為最強寶劍              | 屋久悠樹 | 葉摘田緒 | project No.9 | 都竹隆治 河原久美子、拾月動畫 Ha Seung Hee Lee Young Mi Lee Ji Taek                    | 矢野茜 水野隆宏          | 1月31日       |
| Lv.6  |          | 在大型活動的檯面下各懷鬼胎                       | 山田由香 | 西森章   | 松本佳久     | 閔賢叔、權勇相 安孝貞、LEE SANG-MIN                                                    | 矢野茜 水野隆宏 小川繪里 | 2月7日        |
| Lv.7  |          | 妖精居住的森林大多都會掉落重要道具               | 永井真吾 | 石倉敬一 | 矢野孝典     | Kim Hyeon Ok Lee Seok Yoon Park Sang Ho Ko Seo Young Hwang You Seon                    | 矢野茜 松本謙一          | 2月14日       |
| Lv.8  |          | 主角有時無法單獨進入異族居住的村莊               | 山田由香 | 佐藤篤志 | 松本正幸     | 都竹隆治、洪範錫 閔賢叔、權勇相 安孝貞                                                 | 矢野茜 水野隆宏          | 2月21日       |
| Lv.9  |          | 面對選項猶豫不決 故事也不會有進展                | 山田由香 | 西森章   | project No.9 | Lee Se Jong Kim Jeong Soon Eom Ju Hyeong                                               | 矢野茜 水野隆宏 松本謙一 | 2月28日       |
| Lv.10 |          | 刻在石版上的花纹连接世界之谜                     | 屋久悠树 | 石仓敬一 | 松本佳久     | 河原久美子 洪范锡、拾月动画                                                            | 矢野茜 松本謙一          | 3月6日        |
| Lv.11 |          | 離開泉水的妖精若是孤單會寂寞                     | 山田由香 | 石仓敬一 | project No.9 | Ahn Min-mi 拾月動畫                                                                    | 矢野茜 水野隆宏          | 3月13日       |
| Lv.12 |          | 起始城鎮的古文書 有可能是通往最終迷宮的鑰匙      | 永井真吾 | 石仓敬一 | project No.9 | 閔賢叔、安孝貞 松本謙一、拾月動畫                                                      | 水野隆宏 小川繪里        | 3月20日       |
| Lv.13 |          | 魔法之門的後面 肯定有正在追尋的東西              | 志茂文彥 | 葉摘田緒 | project No.9 | 河原久美子 洪範錫                                                                      | 水野隆宏 矢野茜          | 3月27日       |

### 藍光&DVD
| 卷數  | 發售日期      | 收錄話數                  | 規格編號  | 規格編號  |
| 卷數  | 發售日期      | 收錄話數                  | 藍光版    | DVD版     |
| 第1季 | 第1季         | 第1季                     | 第1季     | 第1季     |
| ----- | ------------- | ------------------------- | --------- | --------- |
| 1     | 2021年3月3日  | 第1話、第2話              | BIXA-1321 | BIBA-3471 |
| 2     | 2021年4月2日  | 第3話、第4話              | BIXA-1322 | BIBA-3472 |
| 3     | 2021年5月7日  | 第5話、第6話、OVA1        | BIXA-1323 | BIBA-3473 |
| 4     | 2021年6月2日  | 第7話、第8話、OVA2        | BIXA-1324 | BIBA-3474 |
| 5     | 2021年7月2日  | 第9話、第10話             | BIXA-1325 | BIBA-3475 |
| 6     | 2021年8月4日  | 第11話、第12話            | BIXA-1326 | BIBA-3476 |
| BOX   | 2023年12月6日 | 第1話－第12話、OVA1、OVA2 | BIXA-1344 |           |
| 第2季 |               |                           |           |           |
| 1     | 2024年5月10日 | 第1話－第6話              | BIXA-1441 |           |
| 2     | 2024年7月3日  | 第7話－第13話             | BIXA-1442 |           |

### 播映平台
| 播放日期              | 播放時間          | 播放電視台 | 播放地區 | 備註                               |
| --------------------- | ----------------- | ---------- | -------- | ---------------------------------- |
| 2021年1月8日－3月26日 | 週五 21:00－21:30 | AT-X       | 日本全域 | 參與製作 / CS放送 / 有重播         |
|                       |                   | TOKYO MX   | 東京都   | 參與製作 / 有重播                  |
| 2021年1月9日－3月27日 | 週六 22:00－22:30 | BS11       | 日本全域 | 參與製作 / BS放送 / 『ANIME+』時段 |

| 播映地區         | 播映平台                  | 播映日期              | 播映時間              | 備註   |       |       |       |       |
| 第1季            | 第1季                     | 第1季                 | 第1季                 | 第1季  | 第1季 | 第1季 | 第1季 | 第1季 |
| ---------------- | ------------------------- | --------------------- | --------------------- | ------ | ----- | ----- | ----- | ----- |
| 中國大陸         | bilibili                  | 2021年1月8日－3月27日 | 星期五 21:00（UTC+8） | [ 44 ] |       |       |       |       |
| 香港、澳門、台灣 | bilibili                  | 2021年1月8日－3月27日 | 星期五 21:00（UTC+8） | [ 45 ] |       |       |       |       |
| 第2季            |                           |                       |                       |        |       |       |       |       |
| 台灣             | 巴哈姆特動畫瘋            | 2023年1月3日－3月27日 | 星期三 20:30（UTC+8） |        |       |       |       |       |
| 台灣             | KKTV                      | 2023年1月3日－3月27日 | 星期三 20:30（UTC+8） |        |       |       |       |       |
| 台灣             | LINE TV                   | 2023年1月3日－3月27日 | 星期三 20:30（UTC+8） |        |       |       |       |       |
| 台灣             | LiTV 線上影視             | 2023年1月3日－3月27日 | 星期三 20:30（UTC+8） |        |       |       |       |       |
| 台灣             | ofiii 歐飛                | 2023年1月3日－3月27日 | 星期三 20:30（UTC+8） |        |       |       |       |       |
| 台灣             | friDay影音                | 2023年1月3日－3月27日 | 星期三 20:30（UTC+8） |        |       |       |       |       |
| 台灣             | MyVideo                   | 2023年1月3日－3月27日 | 星期三 20:30（UTC+8） |        |       |       |       |       |
| 台灣             | Hami Video                | 2023年1月3日－3月27日 | 星期三 20:30（UTC+8） |        |       |       |       |       |
| 台灣             | 中華電信MOD               | 2023年1月3日－3月27日 | 星期三 20:30（UTC+8） |        |       |       |       |       |
| 台灣             | CATCHPLPAY+               | 2023年1月3日－3月27日 | 星期三 20:30（UTC+8） |        |       |       |       |       |
| 香港、澳門、台灣 | Ani-One中文頻道 (Youtube) | 2023年1月3日－3月27日 | 星期三 20:30（UTC+8） |        |       |       |       |       |

## 腳註

### 來源
1. ↑  .   [2018-02-16]. （原始内容存档于2022-06-17）.
2. ↑  . 寶島社. 2016年11月. ISBN 978-4-8002-6345-2.
3. ↑  . 寶島社. 2017年11月. ISBN 978-4-8002-7798-5.
4. ↑  .   [2018-02-16]. （原始内容存档于2018-10-30）.
5. ↑  . コミックナタリー (ナターシャ). 2019-10-11  [2019-10-11]. （原始内容存档于2022-01-16）.
6. ↑  . 2020-09-16  [2020-09-16]. （原始内容存档于2020-09-16）.
7. ↑  . YouTube.   [2018-06-02].
8. 1 2  動畫人物設定的矢野茜2月27日在推特上公佈
9. ↑  .   [2018-02-16]. （原始内容存档于2021-11-24）.
10. ↑  . 尖端出版.   [2025-01-07].
11. ↑  .   [2022-05-16]. （原始内容存档于2022-05-16）.
12. ↑  .   [2018-02-16]. （原始内容存档于2021-11-24）.
13. ↑  .   [2022-06-17]. （原始内容存档于2022-06-17）.
14. ↑  .   [2018-02-16]. （原始内容存档于2021-12-14）.
15. ↑  . 尖端出版.   [2025-01-07]. （原始内容存档于2025-01-26）.
16. ↑  .   [2018-02-16]. （原始内容存档于2021-12-13）.
17. ↑  .   [2022-06-17]. （原始内容存档于2022-06-17）.
18. ↑  .   [2018-02-16]. （原始内容存档于2021-12-13）.
19. ↑  .   [2022-06-17]. （原始内容存档于2022-06-17）.
20. ↑  .   [2020-09-16]. （原始内容存档于2021-11-24）.
21. ↑  . 尖端出版.   [2025-01-07].
22. ↑  .   [2020-09-16]. （原始内容存档于2021-12-14）.
23. ↑  . 尖端出版.   [2025-01-07].
24. ↑  .   [2020-09-16]. （原始内容存档于2021-12-14）.
25. ↑  .   [2020-09-16]. （原始内容存档于2021-12-14）.
26. ↑  .   [2022-06-17]. （原始内容存档于2022-06-17）.
27. ↑  .   [2020-09-16]. （原始内容存档于2021-12-14）.
28. ↑  . 尖端出版.   [2025-01-07].
29. ↑  .   [2020-09-16]. （原始内容存档于2021-12-14）.
30. ↑  .   [2020-09-16]. （原始内容存档于2021-12-14）.
31. ↑  . 尖端出版.   [2025-01-07].
32. ↑  .   [2020-12-26]. （原始内容存档于2021-12-14）.
33. ↑  .   [2022-06-17]. （原始内容存档于2022-06-17）.
34. ↑  .   [2021-12-14]. （原始内容存档于2022-01-18）.
35. ↑  . 尖端出版.   [2025-01-07].
36. ↑  .   [2024-02-16]. （原始内容存档于2023-02-10）.
37. ↑  . 尖端出版.   [2025-01-07].
38. ↑  .   [2020-09-16]. （原始内容存档于2021-04-24）.
39. ↑  .   [2020-09-16]. （原始内容存档于2021-01-28）.
40. ↑  .   [2020-09-16]. （原始内容存档于2021-01-28）.
41. ↑  .   [2020-12-26]. （原始内容存档于2021-04-24）.
42. ↑  . magazine.jp.square-enix.com.   [2021-11-13]. （原始内容存档于2021-04-23）.
43. ↑  . magazine.jp.square-enix.com.   [2021-11-13]. （原始内容存档于2021-04-21）.
44. ↑  . 2021-01-08  [2022-05-08]. （原始内容存档于2022-05-08）.
45. ↑  . 2021-01-08  [2022-05-08]. （原始内容存档于2022-05-08）.

## 外部連結
- （日語）GAGAGA文庫《弱角友崎同學》特設網頁
- （日語）GANGANJOKER《弱角友崎同學》漫畫版介紹
- （日語）《弱角友崎同學》動畫版官網
- （日語）《弱角友崎同學》動畫版twitter